# Fischerhafen (Norderney)

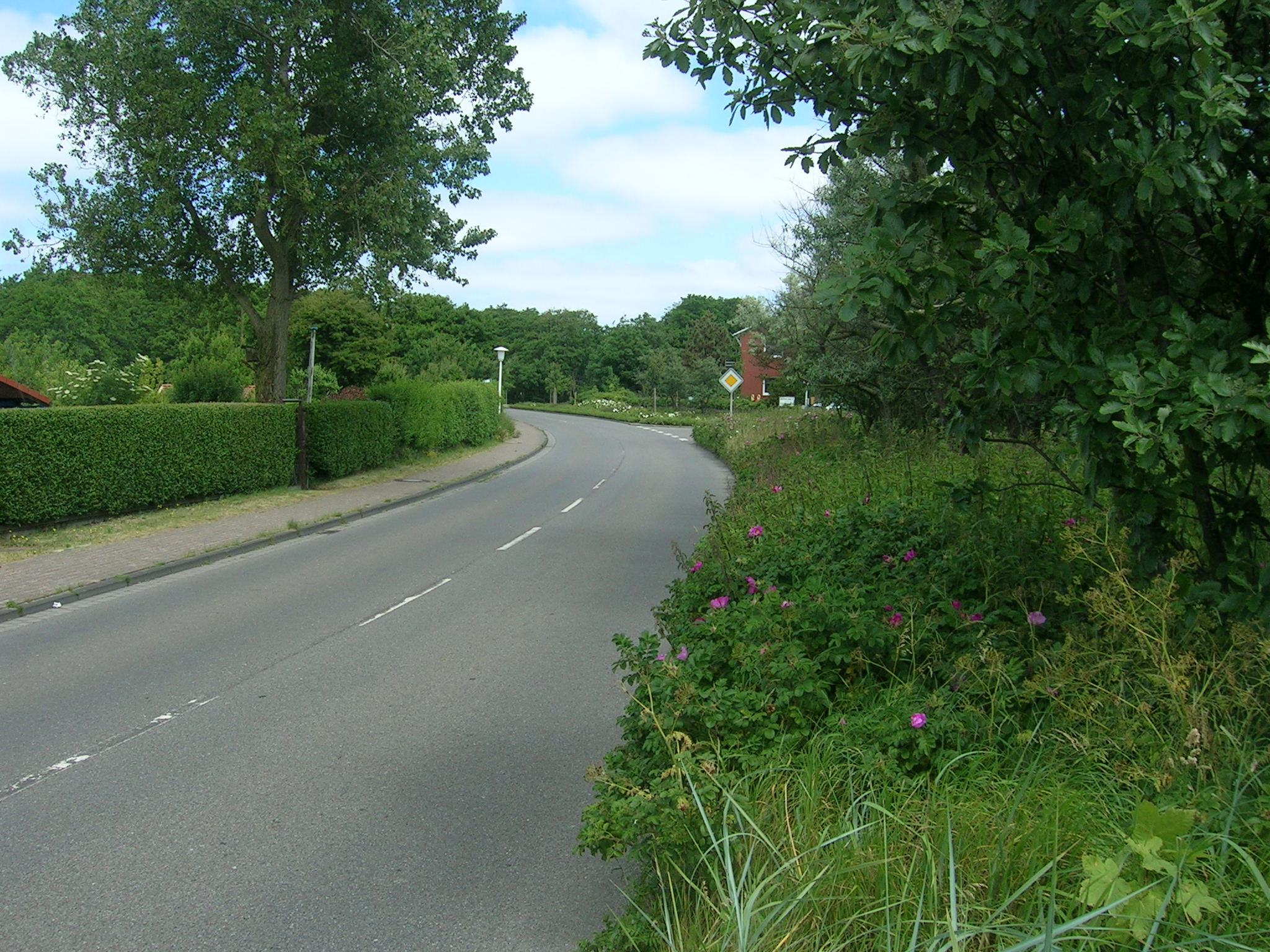
Die Deichstraße in Richtung Karl-Rieger-Weg. Rechts liegt der Ortsteil Fischerhafen.

Der Stadtteil Fischerhafen liegt im Südosten der niedersächsischen Stadt Norderney auf der gleichnamigen ostfriesischen Insel im Landkreis Aurich.

## Geographie
Zu Fischerhafen gehört neben dem Hafen Norderney, von dem aus die Linienfährverbindung der Reederei Norden-Frisia nach Norddeich  besteht, das Gewerbegebiet der Insel.